# Begoña Vargas
Begoña Vargas, est une actrice espagnole, née le 18 décembre 1999 à Madrid (Espagne).
Elle est connue pour son rôle de Tere dans le thriller Les Lois de la frontière de 2021, tiré du roman éponyme de Javier Cercas.

## Biographie
Begoña est née le 18 décembre 1999 à Madrid (Espagne).
Vers l'âge de 10 ans, elle prend des cours de danse moderne à Loeches.
Quelques années plus tard, elle joue la comédie dans des pièces de théâtre pour enfants.
En 2017, elle débute à la télévision avec un premier rôle dans un épisode de la série espagnole Centro Médico.
En 2020, elle joue au cinéma dans le film d'horreur Malasaña 32 puis en 2021 dans Les Lois de la frontière, un film de la plateforme Netflix.

### Vie privée
De 2018 à 2021, elle entretient une relation sentimentale avec l'acteur espagnol Óscar Casas.
Begoña rêve de jouer dans une comédie musicale ou de tourner avec son idole Tim Burton.

## Filmographie

### Cinéma
- 2020 : Malasaña 32 de 	Albert Pintó : Amparo Olmedo
- 2021 : Les Lois de la Frontière de Daniel Monzón : Tere
- 2022 : Centauro de Daniel Calparsoro : Natalia

### Télévision
- 2017 : Centro médico : Virginia (saison 5, épisode 35)
- 2018 : Paquita Salas : Camarera (saison 2, épisode 5)
- 2018-2019 : La otra mirada : Roberta Luna Miñambres (21 épisodes)
- 2019 : Boca Norte : Andrea (6 épisodes)
- 2019-2020 : Alta Mar : Verónica de García (22 épisodes)
- 2021 : Paraíso : Evelyn (saison 2, épisode 1)
- 2021-2022: Bienvenidos a Edén : Bel (16 épisodes)
- 2023 : Berlin : Cameron (8 épisodes)